# Leptolaimus formosus
Leptolaimus formosus is een rondwormensoort uit de familie van de Leptolaimidae. De wetenschappelijke naam van de soort is voor het eerst geldig gepubliceerd in 1993 door Bussau.